# Serreia
Serreia is een geslacht van halfvleugeligen uit de familie Machaerotidae. De wetenschappelijke naam van dit geslacht is voor het eerst geldig gepubliceerd in 1927 door Baker.

## Soorten
Het geslacht Serreia  is monotypisch en omvat slechts de volgende soort:
- Serreia notabilis Baker, 1927